# 南齐书
| 中國二十四史 | 中國二十四史   | 中國二十四史 | 中國二十四史 | 中國二十四史 |
| 次序         | 書名           | 作者         | 作者         |              |
| 次序         | 書名           | 姓名         | 時代         |              |
| ------------ | -------------- | ------------ | ------------ | ------------ |
| 1            | 史记           | 司馬遷       | 西漢         |              |
| 2            | 汉书           | 班固         | 東漢         |              |
| 3            | 后汉书         | 范曄         | 劉宋         |              |
| 4            | 三國志         | 陈寿         | 西晋         |              |
| 5            | 晋书           | 房玄龄等     | 唐           |              |
| 6            | 宋书           | 沈约         | 蕭梁         |              |
| 7            | 南齐书         | 萧子显       | 蕭梁         |              |
| 8            | 梁书           | 姚思廉       | 唐           |              |
| 9            | 陈书           | 姚思廉       | 唐           |              |
| 10           | 魏书           | 魏收         | 北齐         |              |
| 11           | 北齐书         | 李百药       | 唐           |              |
| 12           | 周书           | 令狐德棻等   | 唐           |              |
| 13           | 南史           | 李延寿       | 唐           |              |
| 14           | 北史           | 李延寿       | 唐           |              |
| 15           | 隋书           | 魏徵等       | 唐           |              |
| 16           | 旧唐书         | 刘昫等       | 后晋         |              |
| 17           | 新唐书         | 欧阳修等     | 北宋         |              |
| 18           | 旧五代史       | 薛居正等     | 北宋         |              |
| 19           | 新五代史       | 欧阳修       | 北宋         |              |
| 20           | 宋史           | 脱脱等       | 元           |              |
| 21           | 辽史           | 脱脱等       | 元           |              |
| 22           | 金史           | 脱脱等       | 元           |              |
| 23           | 元史           | 宋濂等       | 明           |              |
| 24           | 明史           | 张廷玉等     | 清           |              |
| 相關         | 東觀漢記       | 劉珍等       | 東漢         |              |
| 相關         | 新元史         | 柯劭忞       | 民國         |              |
| 相關         | 清史稿         | 趙爾巽等     | 民國         |              |
| 相關         | 點校本二十四史 | 顧頡剛等     | 共和國       |              |

《南齊書》，梁朝蕭子顯撰的紀傳体史書，記載自齊高帝建元元年（479年）至齊和帝中興2年（502年）的南齊歷史，成書於510年至526年之間。

## 編撰過程
梁武帝天監年間吳均曾請求撰寫《齊史》，未獲准許，後蕭子顯自告奮勇承擔了這個任務。經過幾年的努力，書成上奏，梁武帝下詔付秘閣收藏。
《南齊書》在体例上“本（檀）超、（江）淹之旧而小変之”；蕭子顯多取材自前史家檀超和江淹奉詔修未成的齊史体例。還參考了熊襄的《齊典》、沈約的《齊紀》、吳均的《齊春秋》和江淹著的《齊史》十志等等。
《南齊書》部帙不大，年代又短，居然也撰寫八篇志，這無疑是江淹的首創之功。
《南齊書》同《宋書》，宣揚神秘的思想、佛法的深遠，過分講究華麗的辞藻，這是《南齊書》的缺点，也是那個時代的文風使然。
後人也曾增補此書，陳述撰《補南齊書藝文志》4卷，清人萬斯同《歷代史表》中有〈齊諸王世表〉1卷、《齊將相大臣年表》1卷、《齊方鎮年表》1卷。
由于萧子显是萧道成之孙，对南齐政权有所庇护，但《南齐书》还是保留了较多原始资料。

## 内容
原名《齊書》，鑑于與李百藥《齊書》同名，宋時曾鞏等改稱為《南齊書》。全書原為60卷，《自序》一卷早已亡佚，今存59卷，本紀8卷，志11卷，列傳40卷。

### 本紀
1. 本紀第一 - 高帝上
2. 本紀第二 - 高帝下
3. 本紀第三 - 武帝
4. 本紀第四 - 鬱林王
5. 本紀第五 - 海陵王
6. 本紀第六 - 明帝
7. 本紀第七 - 東昏侯
8. 本紀第八 - 和帝

### 志
1. 志第一 - 礼上
2. 志第二 - 礼下
3. 志第三 - 乐
4. 志第四 - 天文上
5. 志第五 - 天文下
6. 志第六 - 州郡上
7. 志第七 - 州郡下
8. 志第八 - 百官
9. 志第九 - 輿服
10. 志第十 - 祥瑞
11. 志第十一 - 五行

### 列传

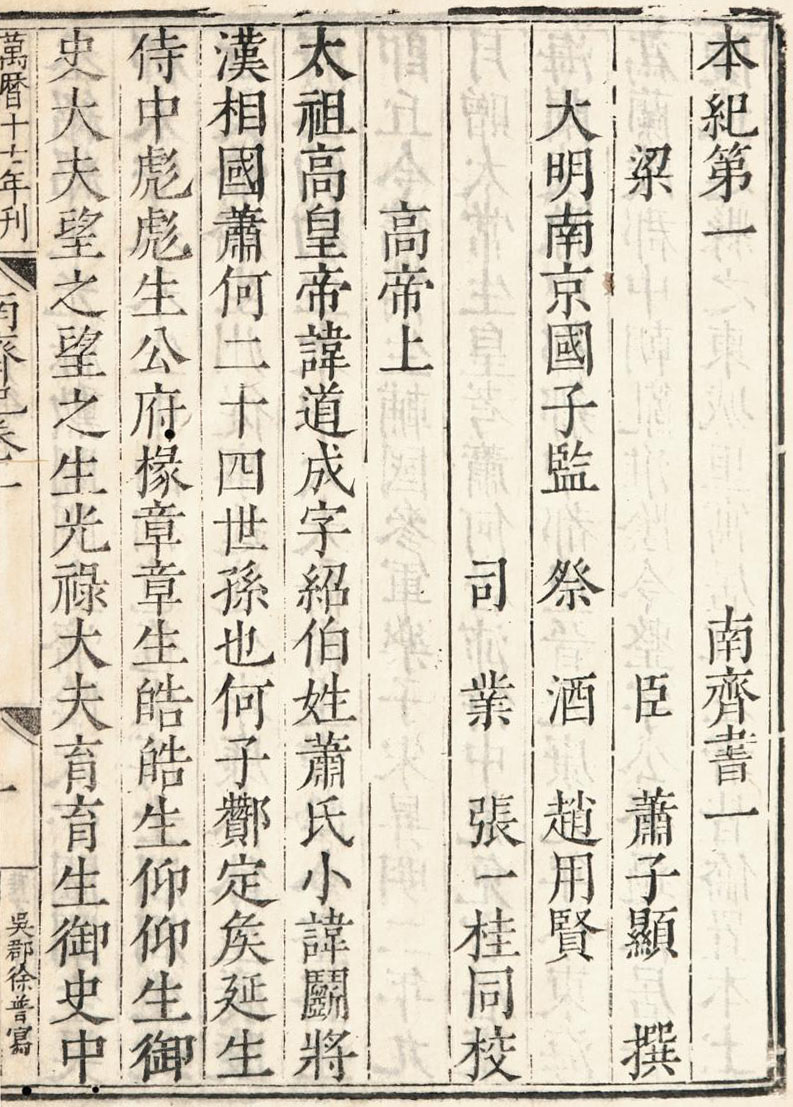
萬曆十七年南京國子監刊《南齊書·本紀第一·高帝上》（大明南京國子監祭酒趙用賢、司業張一桂同校）

1. 列传第一 皇后 - 宣孝陳皇后・高昭劉皇后・武穆裴皇后・文安王皇后・鬱林王何妃・海陵王王妃・明敬劉皇后・東昏褚皇后・和帝王皇后
2. 列传第二 - 文惠太子
3. 列传第三 - 豫章文献王
4. 列传第四 - 褚淵・王俭
5. 列传第五 - 柳世隆・張瓌
6. 列传第六 - 垣崇祖・張敬兒
7. 列传第七 - 王敬則・陳显達
8. 列传第八 - 劉怀珍・李安民・王玄載
9. 列传第九 -  崔祖思・劉善明・蘇侃・垣荣祖
10. 列传第十 -  呂安國・周山图・周盤龍・王广之
11. 列传第十一 - 薛淵・戴僧静・桓康・焦度・曹虎
12. 列传第十二 - 江謐・荀伯玉
13. 列传第十三 - 王琨・張岱・褚炫・何戢・王延之・阮韜
14. 列传第十四 - 王僧虔・張緒
15. 列传第十五 - 虞玩之・劉休・沈沖・庾杲之・王諶
16. 列传第十六 高祖十二王 - 臨川献王映・長沙威王晃・武陵昭王晔・安成恭王暠・鄱陽王鏘・桂陽王鑠・始興簡王鑑・江夏王鋒・南平王鋭・宜都王鏗・晋熙王銶・河東王鉉
17. 列传第十七 - 謝超宗・劉祥
18. 列传第十八 - 到撝・劉悛・虞悰・胡諧之
19. 列传第十九 - 蕭景先・蕭赤斧
20. 列传第二十 - 劉瓛・陸澄
21. 列传第二十一 武十七王 - 竟陵文宣王子良・廬陵王子卿・魚復侯子響・安陸王子敬・晋安王子懋・隨郡王子隆・建安王子真・西陽王子明・南海王子罕・巴陵王子倫・邵陵王子貞・臨賀王子岳・西陽王子文・衡陽王子峻・南康王子琳・湘東王子建・南郡王子夏
22. 列传第二十二 - 張融・周顒
23. 列传第二十三 - 王晏・蕭諶・蕭坦之・江祏
24. 列传第二十四 - 江斅・何昌㝢・謝瀹・王思遠
25. 列传第二十五 - 徐孝嗣・沈文季
26. 列传第二十六 宗室 - 衡陽元王道度・始安貞王道生・安陸昭王緬
27. 列传第二十七 - 王秀之・王慈・蔡約・陸慧曉・蕭惠基
28. 列传第二十八 - 王融・謝朓
29. 列传第二十九 - 袁彖・孔稚珪・劉繪
30. 列传第三十 - 王奐・張沖
31. 列传第三十一 文二王・明七王- 巴陵王昭秀・桂陽王昭粲・巴陵隠王宝義・江夏王宝玄・廬陵王宝源・鄱陽王蕭宝夤・邵陵王宝攸・晋熙王宝嵩・桂陽王宝貞
32. 列传第三十二 - 裴叔業・崔慧景・張欣泰
33. 列传第三十三 文学 - 丘灵鞠・檀超・卞彬・丘巨源・王智深・陸厥・崔慰祖・王逡之・祖沖之・賈淵
34. 列传第三十四 良政 - 傅琰・虞愿・劉怀慰・裴昭明・沈憲・李珪之・孔琇之
35. 列传第三十五 高逸 - 褚伯玉・明僧紹・顧欢・臧荣緒・何求・劉虯・庾易・宗測・杜京產・沈驎士・吴苞・徐伯珍
36. 列传第三十六 孝義 - 崔懷慎・公孫僧遠・吳欣之・韓係伯・孫淡・華寶・韓靈敏・封延伯・吳達之・王文殊・朱謙之・蕭叡眀・樂頤・江泌・杜栖・陸絳
37. 列传第三十七 倖臣 - 紀僧真・劉係宗・茹法亮・呂文显・呂文度
38. 列传第三十八 魏虜
39. 列传第三十九 蛮・東南夷- 高麗・加羅・倭国・林邑・扶南・交州
40. 列传第四十 - 芮芮虜・河南氏・氐楊氏・宕昌

## 延伸阅读
[在维基数据编辑]
 在维基文库阅读本作品原文（ 在维基共享资源阅览影像）
 《南齊書 (四庫全書本)》
 《欽定古今圖書集成·理學彙編·經籍典·南齊書部》，出自陈梦雷《古今圖書集成》